# Вершина зла
«Вершина зла» (Most Evil) — американская криминалистическая телевизионная программа телеканала Discovery (2006—2008). Ведущий — психиатр-криминалист Майкл Стоун из Колумбийского университета, оценивающий преступников по «шкале зла», по которой расценивается степень жестокости и бесчеловечности.

## Список серий

### Сезон 1
1. Ложь убийцы. «Killer Lies»
2. «Cold-Blooded Killers»
3. «Murderous Women»
4. «Partners in Crime»
5. «Psychotic Killers»
6. «Deadly Desires»
7. «Science of Murder»
8. «Up Close»

### Сезон 2
1. «Jealousy»
2. «Stalker»
3. «Delusional»
4. «Cult Followers»
5. «Spree Killers»
6. «Attention Seekers»
7. Коварные убийцы. «Masterminds»
8. «Revenge»
9. «Cult Leaders»
10. «Manson»
11. «Super Delusional»
12. «Schemers»
13. «Vampires/Cannibals»
14. «Murderous Women»
15. «Redemption»
16. «Gangs»
17. «The Killer’s Brain»
18. «Face to Face»
19. «Tracking Killers»